# Rudolf Bouček
Rudolf Bouček (17. února 1886 Hradec Králové – 1. prosince 1965 Jaroměř) byl český loutkový divadelník. Je spjatý s východočeskou Jaroměří, kde založil stálou scénu loutkového divadla.

## Život
Rudolf Bouček se narodil roku 1886 v Hradci Králové. Zde také vystudoval gymnázium a učitelský ústav.
Mezi jeho přátele z dětství patřil královéhradecký rodák, zakladatel Červené sedmy, Jiří Červený – s ním hrál v mládí loutkové divadlo pro děti i dospělé. Společnými silami vytvořili tzv. mechanické divadlo.
Jeho první cesta vedla roku 1913 do Dvora Králové nad Labem, kde založil první loutkové divadlo. Po Boučkově odchodu na frontu první světové války divadlo zaniklo. Již v zákopech prý kreslil první návrhy loutkového divadla. Po konci války a vzniku samostatného Československa pokračoval ve své práci v Jaroměři. Zakoupil loutky, oblékl je, vlastnoručně namaloval několik dekoračních scén a vytvořil portál symbolizující českou chalupu. Mezi lety 1918 až 1936 působil jako učitel na jaroměřské škole. Následně se přestěhoval na pražskou Zbraslav. Během Protektorátu Čechy a Morava tajně obnovil loutkové divadlo zakázaného Sokola.
Dva roky po tzv. Vítězném únoru se vrátil zpět do Jaroměře. Zde opětovně obnovil loutkové divadlo, nyní při národním podniku JUTA. Při příležitosti jeho 70. narozenin proběhly velké oslavy Boučkovy loutkářské činnosti.
Roku 1959 se vzdal vedení divadla. Až do své smrti v roce 1965 v něm ale nadále působil jako výtvarník a režisér.

### Ocenění
V roce 1947 byl na Valném sjezdu Loutkářského soustředění v Týně nad Vltavou oceněn Diplomem za zásluhy o české loutkářství.
Ministerstvo kultury ČSR mu roku 1958 udělilo Zlatý loutkářský odznak za celoživotní práci.

## Boučkovo loutkové divadlo

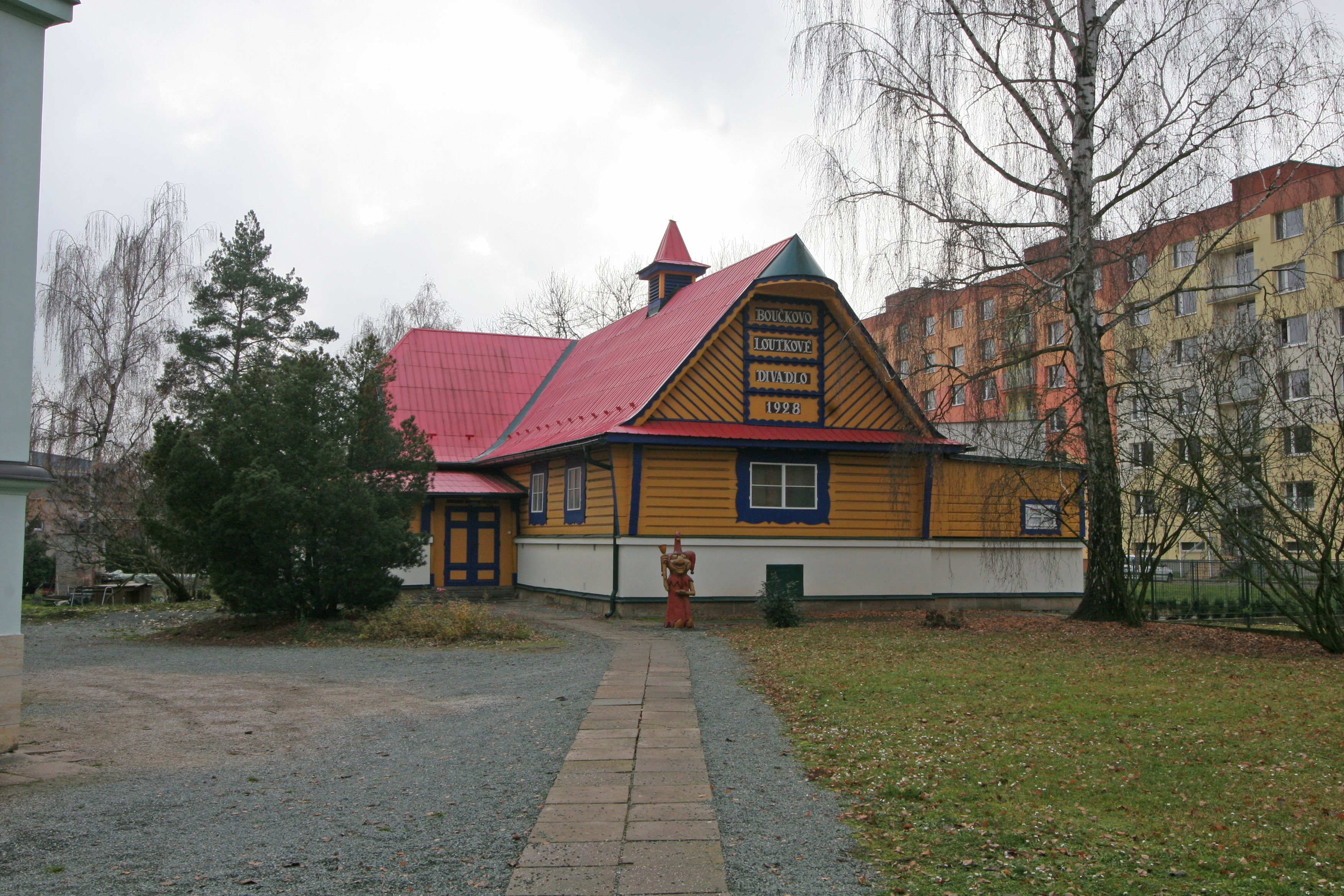
Budova Boučkova loutkového divadla

V prosinci 1918 předložil svůj návrh na vybudování loutkového divadla představenstvu jaroměřského Sokola. Výbor druhého nejstaršího Sokola v republice souhlasil.
První jeviště bylo postaveno v 1. poschodí sokolovny (dnes Městekého divadla Jaroměř) v místnosti pěveckého spolku Jaromír. Hrálo se zde po tři sezóny, jednou za 14 dní.
Od roku 1924 se po čtyři roky hrálo již v samostatné budově, konkrétně v domku sokolské zahrady. Postupnou rekonstrukcí a přístavbami se roku 1928 otevřelo nové divadlo, podle Boučkova návrhu staré české chalupy, kde se hraje dodnes.
Na Boučkovu počest bylo roku 1928 pojmenováno jeho jménem.